# ابوالفضل قربانی
ابوالفضل قربانی (زاده ۲۳ بهمن ۱۳۶۵) بازیکنان فوتبال اهل ایران است. وی سابقه عضویت در تیم‌هایی همچون هپکو اراک، شن‌سای اراک، آلومینیوم اراک، تربیت یزد، نساجی مازندران و پارس جنوبی جم را در کارنامه دارد.